# Jardí del Curupira
En mirmecologia i ecologia forestal, un jardí del diable o jardí del Curupira (Supay chakra en quítxua septentrional) és un gran grup d'arbres a la selva de l'Amazones, que consta d'un màxim de tres espècies mirmecòfites (Còrdia nodosa, Tococa guianensis, Duroia hirsuta o Clidèmia heterophylla) i la formiga Myrmelachista schumanni, la qual cosa suposa un contrast molt fort amb la gran biodiversitat característica de la regió.
Els jardins del diable poden contenir uns 600 arbres i estan habitats per una sola colònia de formigues, que conté fins a 3 milions d'obreres i 15.000 reines. En un cens del 2002 al 2004 de l'Amazones, es va demostrar que els jardins del diable havien crescut un 0,7% per any. La relació entre els arbres i la colònia pot persistir durant més de 800 anys.
El jardí del diable es considera un exemple de mutualisme, un tipus de relació simbiòtica entre diferents espècies.

## Origen

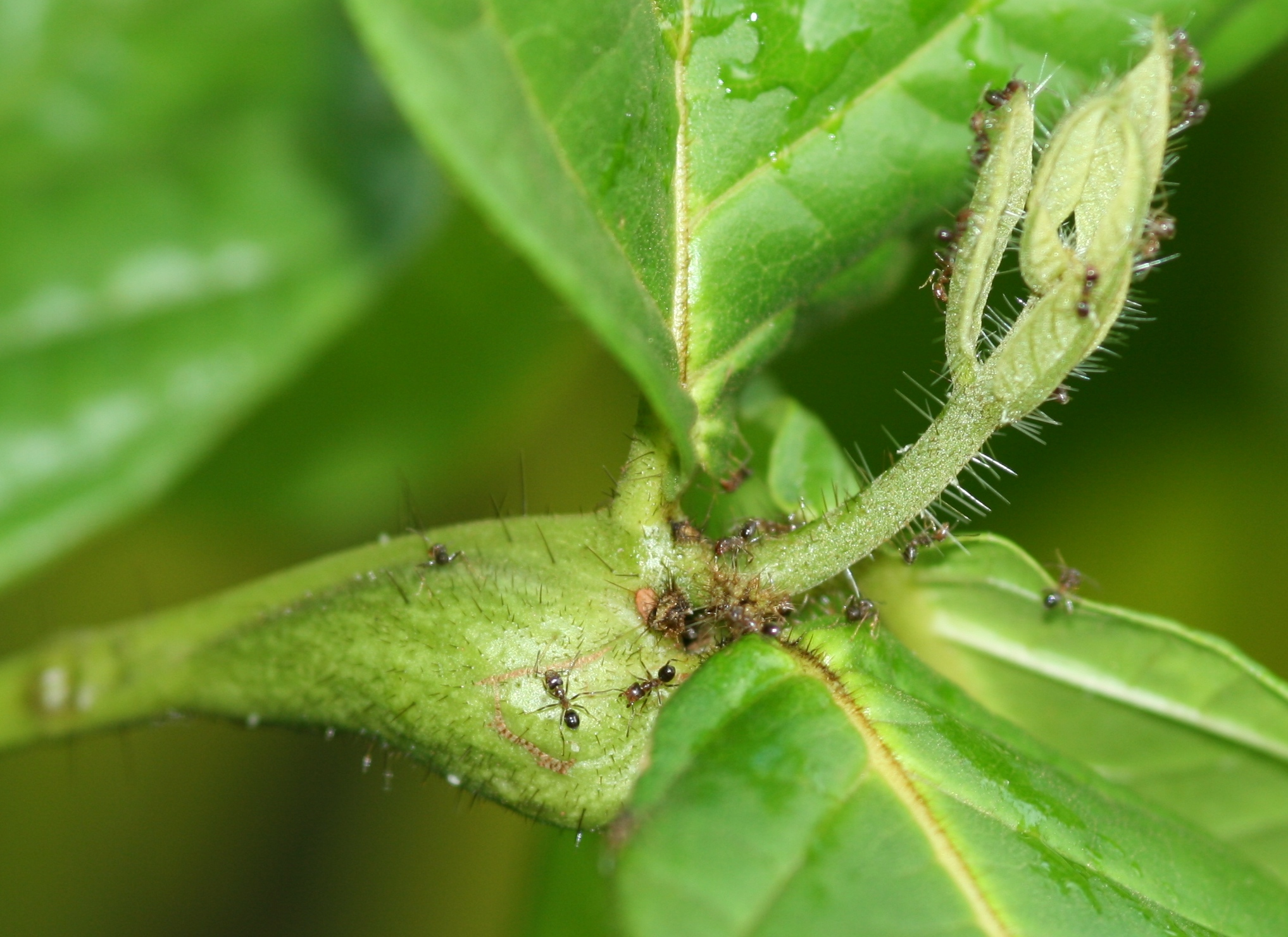
Formigues al voltant d'un domaci de Cordia nodosa

Els jardins del Curupira reben aquest nom perquè els nadius creien Curupira hi vivia en aquella zona.
D'acord amb les primeres investigacions científiques, es va proposar una hipòtesi que indicava que els arbres eren els mateixos creadors dels jardins per mitjà d'al·lelopatia; més tard es va descobrir que en realitat es formen quan una formiga reina colonitza un arbre aïllat, les seves obreres fan nius en tiges buides adaptades pel propi arbre, anomenats domacis. Les formigues eliminen constantment la competència de l'arbre mossegant i enverinant amb àcid fòrmic els fills d'altres espècies fins que moren. A causa d'això, els planters de la planta amfitriona poden créixer ràpidament aprofitant l'espai lliure i la colònia de formigues es pot expandir.
Els arbres proporcionen refugi amb els domacis i aliment amb les pròpies fulles, i les formigues proporcionen un entorn adequat perquè els arbres creixin. Tot i que les formigues defensen el jardí dels herbívors, el seu creixement està restringit per la destrucció de les fulles que augmenta a mesura que s'expandeix, ja que les formigues no són capaces de cobrir tot el perímetre més enllà de cert punt.

## Tipus de jardins
Els jardins del diable poden estar dominats per diferents espècies d'arbres segons la regió on es troben. Al sud-est del Perú, els jardins estan dominats per Cordia nodosa (Boraginaceae) i ocasionalment es barregen amb Tococa occidentalis (Melastomataceae). En terrenys més alts, Tapirira guianensis (Anacardiaceae) es pot trobar dominant els jardins. Al sud-est d'Equador i al nord-est del Perú, les espècies d'arbres més comú és Duroia hirsuta (Rubiaceae).